# NGC 5250
NGC 5250 este o galaxie lenticulară situată în constelația Ursa Mare. A fost descoperită în 26 aprilie 1789 de către William Herschel. Se află la o distanță de 67,94 de megaparseci de Pământ.